# Улица Дзержинского (Торжок)
Улица Дзержи́нского — улица в Торжке. Проходит на север от площади Воробьёва (пересечения улиц Мира, Карла Маркса и Садовой) до Заводской улицы, далее продолжается как Ленинградское шоссе. Примыкают переулок Дзержинского, площадь Революции, Студенческая, Вокзальная улицы, улица Степана Разина, Ильинская площадь, Пролетарская улица, улица Василия Клещенко. Частично сохраняет историческую застройку XVIII—XIX вв.

## История
Улица представляет собой часть исторической дороги, соединявшей Москву и Новгород, позднее и Санкт-Петербург. Ещё в XVI веке в этом районе существовала ямская слобода. Вдоль дороги находились трактиры, постоялые дворы, гостиницы, лавки, почтовая станция. На ней останавливались многие известные люди, проезжавшие Торжок.
Улица была известна под различными названиями. В 1806—1807 гг. упоминалась как Санкт-Петербургская улица. На планах 1850 и 1913 гг. часть улицы от начала до Ильинской площади названа Ямской улицей. На плане 1913 г. северная часть улицы, от Ильинской площади до здания учительской семинарии (ныне корпус педучилища), называлась Петербургской улицей. Одновременно на планах 1880 и 1912 года улица называлась Шоссейной и включала также современную улицу Мира.
В 1920-е годы улица была переименована в честь Ф. Э. Дзержинского.

## Примечательные здания и сооружения
По нечётной стороне
- № 1-3 — усадьба Безобразова, 2-я пол. XIX в., объект культурного наследия регионального значения.
- № 11 — дом Онегиных, XIX в., объект культурного наследия регионального значения.
- № 45 — дом Тюрякова, 3-я четв. XIX в., объект культурного наследия регионального значения.
- № 53 — дом Цвылёва, 3-я четв. XIX в., объект культурного наследия регионального значения.
- № 57 — жилой дом с лавками, XIX в., объект культурного наследия регионального значения.
- № 69-73 — усадьба Олениных (ныне музей А. С. Пушкина), объект культурного наследия федерального значения.
- № 103 — здание земской учительской школы, 1875—1887 гг., выявленный объект культурного наследия.

По чётной стороне
- № 48 — гостиница Пожарских, объект культурного наследия регионального значения.
- № 54 — дом Пожарского, сер. XIX в., объект культурного наследия регионального значения.
- № 56 — дом Буянского, сер. XIX в., объект культурного наследия регионального значения.
- № 62 — дом Колотилова, 2-я пол. XIX в., объект культурного наследия регионального значения.
- № 64 — жилой дом, 2-я пол. XIX в., объект культурного наследия регионального значения.
- № 66 — жилой дом, 2-я пол. XIX в., объект культурного наследия регионального значения.
- № 80 — дом Кисельникова, 3-я четв. XIX в., объект культурного наследия регионального значения.
- № 86 — жилой дом, сер. XIX в., объект культурного наследия регионального значения.